# Донатор
Дона́тор (от лат. donator «даритель») — заказчик произведений изобразительного искусства или архитектурного сооружения. Слово употребляется преимущественно в отношении заказчиков-католиков и заказчиков-протестантов. В Православной церкви и Древневосточных церквях такое лицо называется ктитором. В Польской православной церкви — фундатором (от лат. fundamentum — основание).
В широком смысле донатор — это вообще жертвователь на храм любой религии.

## Краткая характеристика
В изобразительном искусстве Средних веков и эпохи Возрождения (а иногда и в искусстве более позднего времени) были распространены изображения донаторов, — как правило живописные, реже скульптурные. Донатор обычно изображался предстоящим перед Христом и Богоматерью, а также перед  святыми (часто местнопочитаемыми). Донатор — строитель храма обычно изображался с моделью храма в руках. Обычай возник ещё в начале нашей эры, когда храм нередко украшали изображением ктитора — лица, давшего средства на его строительство. Стремление придать индивидуальные черты образам донаторов способствовало формированию портретного жанра в искусстве XV и XVI веков (например, у Мемлинга, Босха, Брейгеля-старшего); одним из первых является картина Яна Ван Эйка «Мадонна канцлера Ролена» (фр. Le Vierge au donateur, 1435), находящаяся в Лувре.